# Maria Fyodorovna Zibold
Maria Fyodorovna Zibold (Riga, Imperio Ruso, 31 de enero de 1849 - Belgrado, Reino de Yugoslavia, 5 de abril de 1939), también conocida como Marija Fjodorovna Zibold, fue la primera mujer en ejercer como médica en Serbia y la primera médica con rango militar.

## Biografía
Maria Fyodorovna nació en Riga bajo el Imperio Ruso (actualmente Letonia) en el seno de una familia protestante alemana en 1849. Terminó la escuela secundaria en San Petersburgo y estudió en la Facultad de Medicina en Zúrich donde conoció a estudiantes serbios que estaban estudiando en Suiza en ese momento, Nikola Pašić y Draga Ljočić entre otros. Después de terminar sus estudios, se regresó a San Petersburgo, donde comenzó su práctica médica privada.

## Trayectoria
Cuando comenzó la guerra serbo-turca alrededor de 1876, el Principado de Serbia no estaba preparado en lo absoluto. La ambulancia militar contaba con 19 médicos, 5 auxiliares médicos, 1 farmacéutico y 4 auxiliares de farmacia, mientras que en la función pública había 41 médicos, 5 auxiliares médicos, 25 farmacéuticos y 5 auxiliares de farmacia. Numerosas misiones médicas extranjeras acudieron al rescate: rusas, inglesas y rumanas, para que la ambulancia militar pudiera responder al desafío médico. Según los datos de la Cruz Roja Rusa, en ese momento llegaron a Serbia 123 médicos rusos, 118 enfermeras caritativas, 41 médicos, 70 asistentes médicos y 4 farmacéuticos. Entre los médicos rusos estaba la doctora Maria Fyodorovna Zibold que fue enviada como voluntaria a Belgrado con la primera expedición de la Sociedad Eslava. Durante su servicio como asistente médica, Maria Fyodorovna, alcanzó el grado militar teniente. Era muy respetada por sus conocimientos teóricos y prácticos.
Trabajó en un hospital que fue inaugurado por miembros de la Sociedad de Mujeres de Belgrado inmediatamente después de la declaración de guerra. Este hospital funcionó desde el 23 de julio de 1876 hasta el 13 de abril de 1877. Como el edificio no estaba acondicionado, el personal tenía grandes problemas para mantener la higiene y el funcionamiento normal. Inicialmente, el jefe del hospital era el médico cirujano Steiner originario de Viena pero en septiembre de 1877 fue sustituido por Maria Fyodorovna. Además de ella, en el hospital también trabajaba la Doctora Raisa Samuilovna Svetlovska, la primera mujer graduada de la Universidad de Berna, Mileva Koturović, profesora de la Escuela Secundaria de Mujeres de Belgrado, Božena Snećivna, y otras integrantes de la Sociedad de Mujeres de Belgrado, asimismo estudiantes que trabajaron como asistentes. Después de que el hospital fuera cerrado en 1877, Maria Fyodorovna Zibold fue enviada a la segunda guerra de los Balcanes entre Rumania y Bulgaria donde dirigió un hospital militar en Turn Severin con más de 300 heridos. En esa época Rusia también entró en guerra con Turquía.

### Servicio militar en Serbia
Después del final de la guerra en 1878. Maria recibió la ciudadanía serbia por su servicio militar y continuó trabajando en Belgrado como doctora en hospitales militares.
Mientras aún estudiaba en Zúrich, Maria fue amiga de Nikola Pašić, amistad que continuó después de su regreso a Serbia. Pašić desempeñó un papel importante en la fundación del Partido Radical Popular. Después de la represión de la revuelta de Timok, Maria Fyodorovna recogió firmas para el indulto de los líderes del partido radical en toda Serbia. Ella personalmente entregó esta petición al rey Milan Obrenović, quien perdonó a los radicales pero expulsó a Maria Fyodorovna de Serbia.
En 1883, se movió de Belgrado a Budapest, al año siguiente a Sofía donde se seguía reuniendo con emigrantes radicales. En 1886, regresó a Belgrado por un corto tiempo, pero debido a su desconfianza expresada, se fue a Costantinopla, ahí trabajó durante un tiempo como médica en el harén del sultán Abdul Hamid II. Después de dejar el servicio judicial, trabajó durante un breve período como médica privada en El Cairo. Maria regresó a Serbia en 1903 cuando la situación política cambió.

### La Primera Guerra Mundial
Después del estallido de la Primera Guerra Mundial, se presentó nuevamente como voluntaria y fue contratada como médica en el hospital de la División Vardar. Recibió el grado de mayor del ejército serbio y en 1915 fue nombrada directora del Hospital Militar de Skopje. Tras de la ocupación de Skopje, Maria Zibold se trasladó junto con el hospital a Pristina. Cuando los búlgaros capturaron el hospital, todo el personal fue recluido en Sofía, donde Maria trabajó como médico por más de 3 años.

### Período de posguerra
Después de la liberación de Pristina, trabajó como médica municipal por un corto tiempo, y de allí se mudó a Belgrado, donde trabajó como funcionario del Ministerio de Salud Pública hasta su jubilación. Maria Fyodorovna Zibold participó en todas las guerras de liberación de Serbia, la guerra serbio-búlgara, guerra de los Balcanes y la Primera Guerra Mundial trabajando desinteresadamente en varias organizaciones benéficas durante muchos años. Fue reconocida como la primera mujer en Serbia con el rango de médica mayor.
Murió en Belgrado el 5 de abril de 1939 y fue enterrada con todos los honores militares, como militar serbia. Fue titular de numerosas medallas: la Cruz Takovski de 5ª clase, la Orden del Águila Blanca, la Orden de San Sava, la Orden de la Cruz Roja entre otras.

## La lucha por los derechos de las mujeres en Serbia
Maria Fyodorovna Zibold también hizo una gran contribución en la lucha de los derechos de las mujeres en Serbia. Junto a sus compañeras inició la lucha para reconocer los conocimientos y diplomas adquiridos en estudios para mujeres en Serbia. La lucha contra la administración serbia fue iniciada por primera vez por la doctora Raisa Svjatlovska, quien a principios de octubre de 1877 envió una solicitud al Ministro del Interior para que le permitiera trabajar como médica. 
El 7 de octubre, el ministro formó una comisión donde decidiría si las mujeres con título médico pueden ejercer la medicina en Serbia, pero 15 de octubre recibió una respuesta negativa. Unas semanas después, el 7 de noviembre, la doctora Maria Zibold envió su solicitud e inmediatamente después, Raisa envió una nueva solicitud. El hecho de que ambas trabajaran con éxito en hospitales no era suficiente recomendación y garantía de sus conocimientos y habilidades. El problema de emplear mujeres era el decreto lo impedía, la Ley de Funcionarios de 1864 no preveía la posibilidad de emplear mujeres. Por tanto, sólo podían desempeñarse como funcionarios sin beneficios, tratándose de médicas como auxiliares médicas, médicas secundarias, o ejercer la práctica privada. A pesar de todos los obstáculos, su lucha no fue en vano. 
El 21 de noviembre de 1877, la Junta Médica envió un informe al Ministro del Interior indicando que el 19 de noviembre examinaron a Raisa Svyatlovskaya y Maria Zibold y se determinó que tenían el conocimiento y las habilidades y se les puede permitir ejercer la medicina en Serbia, completando así el primera etapa en la lucha por los derechos de las mujeres. Su éxito también ayudó a la primera médica serbia, Draga Ljočić, a reconocer su experiencia y conocimiento, a pesar de los obstáculos planteados por la administración serbia. En 1880, Maria Zibold y Draga Ljočić fueron elegidas miembros titulares de la Asociación Médica de Serbia.